# 高石浩一
高石 浩一（たかいし こういち）は、日本の心理学者。京都文教大学臨床心理学部教授。専門分野はナルシシズム、インターネット心理学。京都大学教育学部卒業。同大学大学院教育学研究科修了。

## 経歴
- 1982年 - 京都大学教育学部教育心理学科卒業。
- 1988年 - 京都大学大学院教育学研究科教育方法学修了。
- 2008年 - 京都文教大学臨床心理学部教授就任。

## 所属学会
- 日本心理臨床学会
- 日本心理学会
- 日本精神分析学会
- 日本教育心理学会
- 多文化間精神医学会

## 書籍
- 『母を支える娘たち―ナルシシズムとマゾヒズムの対象支配』（日本評論社、1997年）